# Fontao (Villa de Cruces)
Fontao (oficialmente Santiago de Fontao) es una parroquia española del municipio de Villa de Cruces, perteneciente a la provincia de Pontevedra, en la comunidad autónoma de Galicia.

## Historia
Hacia mediados del siglo XIX, el lugar, ya por entonces perteneciente a Carbia, tenía contabilizada una población de cien habitantes. Aparece descrito en el octavo volumen del Diccionario geográfico-estadístico-histórico de España y sus posesiones de Ultramar de Pascual Madoz con las siguientes palabras:

FONTAO (Santiago de). felig. en la prov. de Pontevedra (9 leg.), part. jud. de Lalin (3), dióc. de Lugo, ayunt. de Carbia: sit. á la der. del r. Deza con libre ventilacion y clima sano. Tiene unas 20 casas repartidas en las ald. de Aguiar, Brea, Salgueiros y Vilar. La igl. parr. (Santiago) es aneja de la de San Pedro de Loson, con la cual confina, y con las de Bodaño y Sabrejó. El terreno participa de monte y llano y es de buena calidad. Cerca de la ald. de Brea hay aguas minerales sulfurosas de las que se hace poco uso, no obstante que son á propósito para curar varias dolencias. prod.: trigo, maiz, centeno, lino, legumbres, hortaliza, frutas y pastos; se cria ganado vacuno, de cerda, lanar y cabrio; hay caza y pesca de varias especies. ind.: la agrícola, molinos harineros, y telares de lienzos comunes. pobl.: 20 vec., 100 almas. contr. con su ayunt. (V.)
(Madoz, 1847, p. 131)

En 2022, tenía empadronados 213 habitantes.